# تیهون کنستانتینوف
تیهون کنستانتینوف (انگلیسی: Tihon Konstantinov؛ زاده ۱۳ اوت ۱۸۹۸ – درگذشته ۲۰ ژانویهٔ ۱۹۵۷) سیاستمدار اهل اتحاد جماهیر شوروی سوسیالیستی بود.
تیهون کنستانتینوف در ۲۰ ژانویه ۱۹۵۷، در سن ۵۸ سالگی درگذشت.
وی همچنین برندهٔ جوایزی همچون نشان لنین و نشان پرچم سرخ شده‌است.